# Gymnocalycium neuhuberi
Gymnocalycium neuhuberi är en kaktusväxtart som beskrevs av H. Till och Walter Till. Gymnocalycium neuhuberi ingår i släktet Gymnocalycium och familjen kaktusväxter. Inga underarter finns listade i Catalogue of Life.

## Bildgalleri

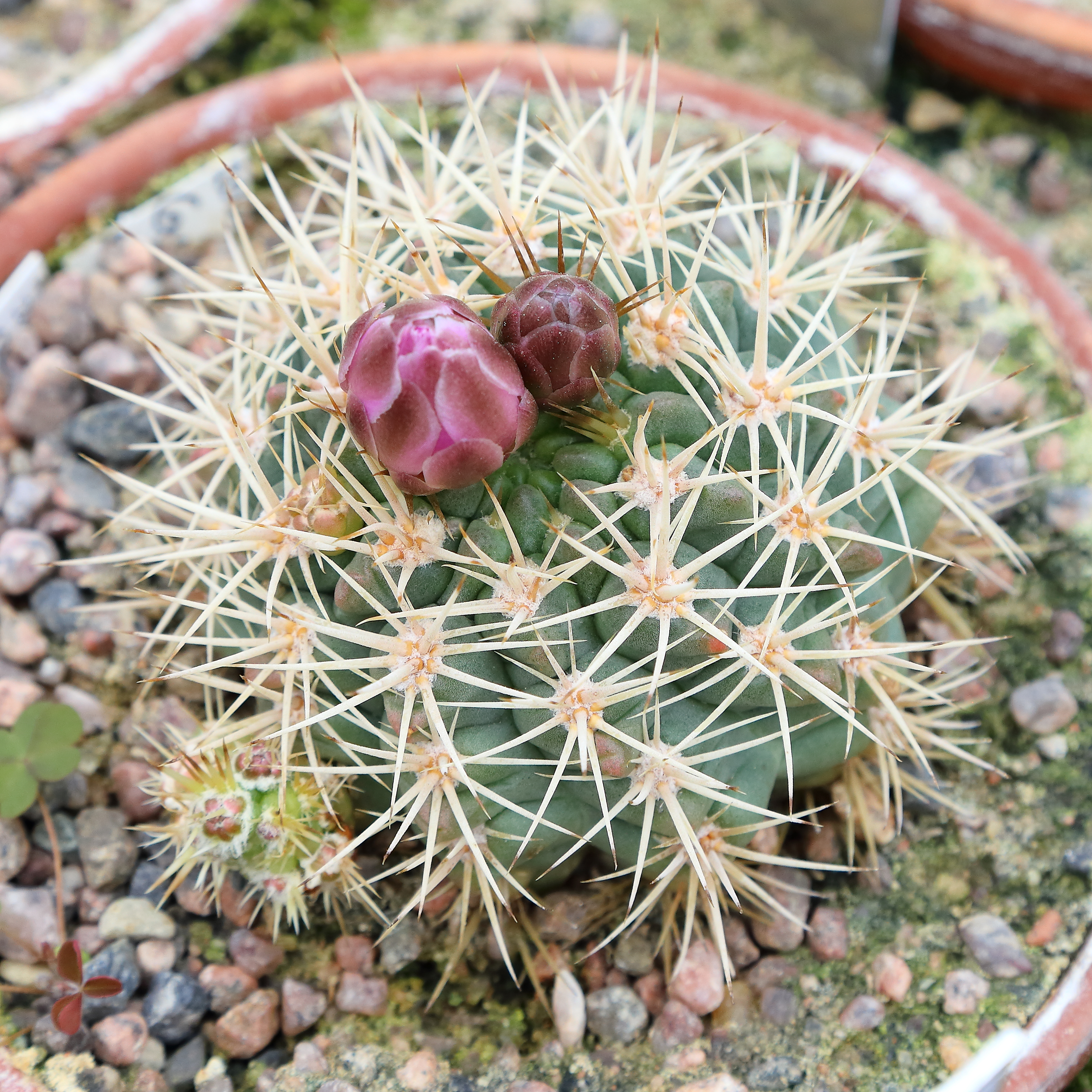
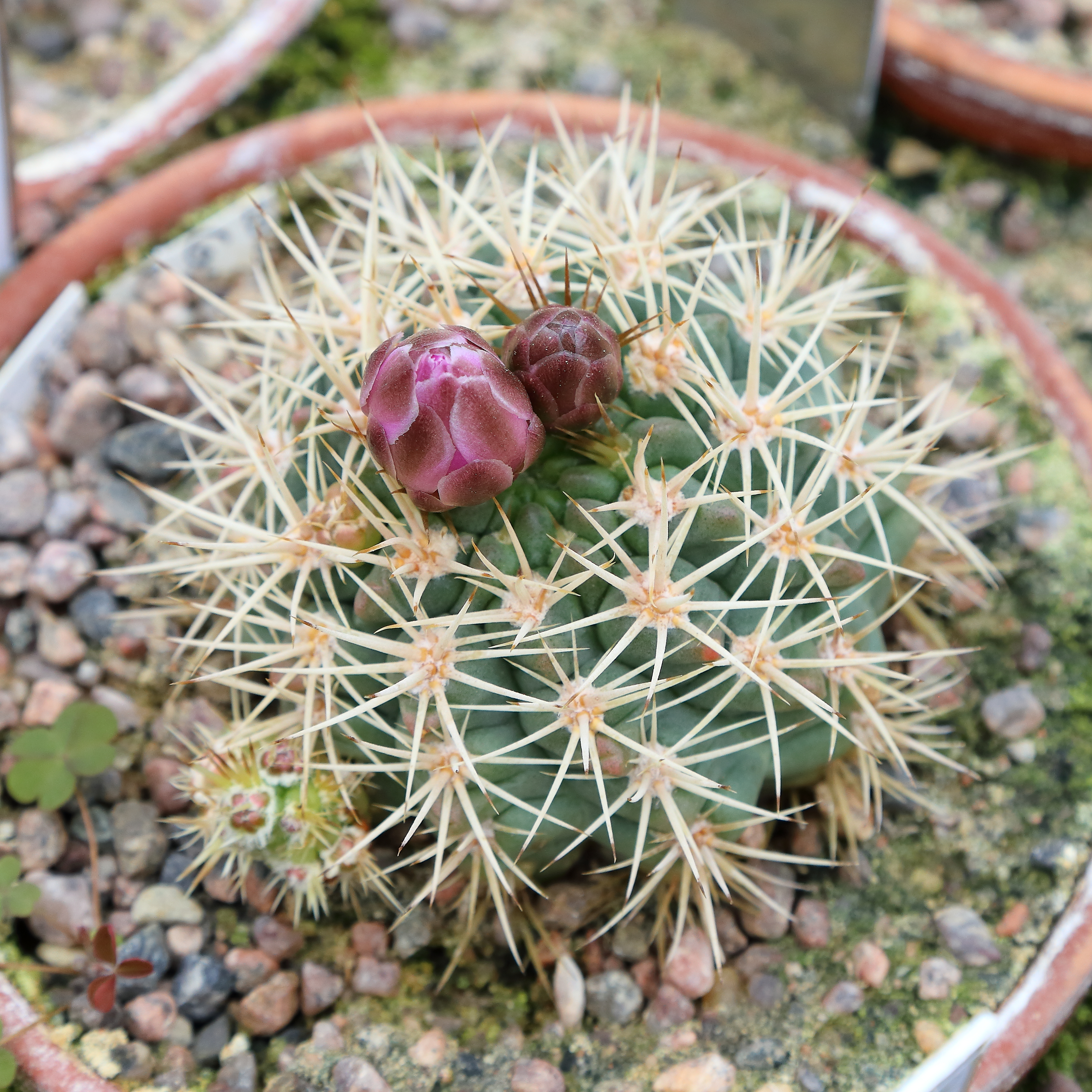